# Altburg Marie van Oldenburg
Altburg Marie Mathilde Olga van Oldenburg (Oldenburg, 19 mei 1903 - Arolsen, 16 juni 2001) was een Duitse hertogin uit het Huis Holstein-Gottorp.
Zij was een dochter uit het tweede huwelijk van Frederik August II van Oldenburg en diens vrouw Elisabeth Alexandrine van Mecklenburg-Schwerin.
Op 25 augustus 1922 trouwde ze met prins Jozias van Waldeck-Pyrmont. Haar man was actief in het Derde Rijk en zat na de Tweede Wereldoorlog enkele jaren gevangen.
Samen kregen ze de volgende kinderen:
- Margarethe (München, 22 mei 1923 - Erbach, 21 augustus 2003)
- Alexandra (Rastede, 25 september 1924 - 4 september 2009)
- Ingrid (München, 2 september 1931)
- Wittekind (Bad Arolsen, 9 maart 1936 - 16 december 2024)
- Guda (Bad Arolsen, 22 augustus 1939)